# NGC 1137
NGC 1137 je galaksija u zviježđu Kit.

## Vanjske poveznice
- SEDS: NGC 1137